# Infinifactory
Infinifactory is een puzzel video game ontwikkeld en uitgegeven door Zachtronics, en uitgebracht op 30 juni 2015. Verder is de game op december 2015 uitgebracht op PlayStation 4. In de game speelt de speler als een mens dat ontvoerd is door buitenaardse wezens en door hen gedwongen wordt om productielijnen te bouwen. Deze productielijnen moeten bepaalde objecten maken welke ogenschijnlijk voor snode doeleinden gebruikt zullen worden. De game combineert elementen van Zachtronics' vorige spellen SpaceChem en Infiniminer, waarbij de productielijnen zijn opgebouwd uit blokken in een driedimensionale wereld.

## Gameplay
Infinifactory is een puzzelspel, opgebouwd uit meerdere levels met elk hun eigen einddoel. De speler speelt de rol van een mens die wordt ontvoerd door een buitenaards ras en aan het werk wordt gezet om de buitenaardse wezens te helpen bij het bouwen van machines. In de levels zijn Easter eggs opgenomen waaruit blijkt dat het personage niet de eerste is die voor dit doel is ontvoerd. Zo zijn er lijken te vinden met audio boodschappen die de speler af kan luisteren.
De game is verdeeld in 6 werelden met verschillende puzzels per wereld. Door een bepaald aantal puzzels op een wereld te voltooien, kan de speler doorgaan naar het volgende deel en zo het verhaal vervolgen. Door alle puzzels succesvol te voltooien, wordt het personage van de speler gered door andere mensen en gebracht naar een verborgen basis in de buitenaardse thuiswereld. Vanaf hier werkt de speler samen met de andere mensen die ooit ontvoerd waren om een manier te vinden om de planeet te ontsnappen en naar de Aarde terug te keren.
Bij elke puzzel heeft de speler de taak om een aantal objecten (opgebouwd uit één of meer soorten kubussen) af te leveren aan één of meer afleverpunten. Dit wordt gedaan door een productielijn te bouwen van de input poorten naar de output poorten. De speler heeft onbeperkt tijd om de productielijn te bouwen, waarbij onder andere transportbanden, lassers en sensors gebruikt kunnen worden. Dit bouwproces is vergelijkbaar met andere blokbouwspellen zoals Minecraft. Al hoewel er geen limieten zijn aan het aantal blokken dat kan worden geplaatst, wordt aan het einde de score getoond in vergelijking met andere spelers.
Het spel wordt gespeeld vanuit het first-person perspectief en de speler kan zich vrij door het landschap van een puzzel verplaatsten. Verder wordt voor verticale verplaatsing gebruik gemaakt van een jetpack. De speler kan ook beperkt worden door vooraf opgestelde objecten die de constructie van de assemblagelijn kunnen helpen of belemmeren, en die niet verwijderd kunnen worden. De speler kan de fabriek op elk moment starten en pauzeren om te controleren op fouten en andere problemen. Zodra de speler een productielijn heeft gebouwd die met succes voldoet aan de leveringseisen, kan de speler doorgaan naar de volgende puzzel. De oplossing van de speler wordt gescoord op drie criteria: voetafdruk (het totale vloeroppervlak omsloten door de assemblagelijn), cyclussen (de tijd tussen het starten van de assemblagelijn en het voldoen aan de vereisten) en blokken (het aantal niet-platformtype blokken dat wordt gebruikt). De scores voor elk criterium worden weergegeven op een histogram met de scores van alle spelers wereldwijd. Dit moedigt de speler aan om oplossingen voor reeds voltooide puzzels te verbeteren en te optimaliseren.

## Ontvangst
Infinifactory werd goed ontvangen tijdens de early access-periode. Het spel werd positief vergeleken met SpaceChem, waarbij opgemerkt werd dat het spel toegankelijk was vanwege de driedimensionale wereld en de intuïtieve bouw methode vergelijkbaar met spellen zoals Minecraft. Ook werd de kwaliteit van het spel geprezen, omdat dit normaliter niet gebruikelijk is voor de vroege stadiums van early access. Barth's aanpak voor Infinifactory werd genoemd als een sterk voorbeeld van hoe effectief gebruik gemaakt kan worden gemaakt van early access. Ook werd Infinifactory in 2016 genomineerd voor de Excellence in Design-prijs van het Independent Games Festival.